# Na górze i na dole
Na górze i na dole (ang. Bugtime Adventures, 2004–2006) – amerykański serial animowany, przybliża dzieciom 13 biblijnych historii. Akcja rozgrywa się równolegle w świecie ludzi i zwierząt. Serial emitowany w TVP1.

## Wersja polska
Wersja polska: TVP AGENCJA FILMOWA

Reżyseria: Andrzej Bogusz

Dialogi: Dorota Dziadkiewicz

Dźwięk i montaż: Urszula Bylica

Kierownictwo produkcji: Monika Wojtysiak

Tekst piosenek: Krzysztof Rześniowiecki

Kierownictwo muzyczne: Eugeniusz Majchrzak

Piosenkę śpiewał: Krzysztof Mielańczuk

Wystąpili:
- Rafał Mohr
- Agnieszka Kunikowska – Megan
- Marek Barbasiewicz
- Zygmunt Sierakowski
- Rafał Żabiński
- Grzegorz Wons
- Artur Kaczmarski
- Jolanta Wołłejko
- Krzysztof Strużycki
- Ewa Wawrzoń
- Stefan Knothe
- Barbara Bursztynowicz
- Michał Konarski
- Krzysztof Szczerbiński – Antek
- Tomasz Bednarek
- Jacek Jarosz
- Karol Wróblewski

i inni

## Spis odcinków
| N/o            | Polski tytuł             | Angielski tytuł          |
| -------------- | ------------------------ | ------------------------ |
|                |                          |                          |
| SERIA PIERWSZA |                          |                          |
|                |                          |                          |
| 01             | Szczęście w nieszczęściu | Blessing in Disguise     |
|                |                          |                          |
| 02             | Wieża Babel              | Construction Woes        |
|                |                          |                          |
| 03             | Mury Jerycha             | Against the Wall         |
|                |                          |                          |
| 04             | Mojżesz i manna          | What’s a Manna with You? |
|                |                          |                          |
| 05             | Dawid i Goliat           | A Giant Problem          |
|                |                          |                          |
| 06             | Eliasz                   | You’re All Wet           |
|                |                          |                          |
| 07             | Jonasz i wieloryb        | A Lot to Swallow         |
|                |                          |                          |
| 08             | Samson i Dalila          | Keep the Trust           |
|                |                          |                          |
| 09             | Boże Narodzenie          | Joy to the World         |
|                |                          |                          |
| 10             | Królowa Estera           | Not to Bee               |
|                |                          |                          |
| 11             | Daniel w jaskini lwa     | It’s the Pits            |
|                |                          |                          |
| 12             | Naaman i Elizeusz        | Riding for a Fall        |
|                |                          |                          |
| 13             | Gedeon i Madianici       | Scare Tactics            |
|                |                          |                          |